# Карвен
Карвен (фр. Carvin) насеље је и општина у североисточној Француској у региону Север-Па д Кале, у департману Па де Кале која припада префектури Ланс.
По подацима из 2011. године у општини је живело 17.102 становника, а густина насељености је износила 813,22 становника/km². Општина се простире на површини од 21,03 km². Налази се на средњој надморској висини од 28 метара (максималној 42 m, а минималној 17 m).

## Демографија
| 1962.  | 1968.  | 1975.  | 1982.  | 1990.  | 1999.  | 2011.  |
| ------ | ------ | ------ | ------ | ------ | ------ | ------ |
| 16.139 | 17.097 | 15.601 | 16.206 | 17.059 | 17.772 | 17.102 |

График промене броја становника у току последњих година